# Lipase pancreática
Lipase pancreática é uma enzima produzida pelo pâncreas, responsável pela quebra dos lipídios em substâncias simples (ácido graxo + glicerol (álcool)). Este processo ocorre no intestino delgado, mais precisamente no duodeno já que é lá que o pâncreas lança sua secreção. A secreção desta enzima é estimulada  pela secretina que é liberada pela acidez do quimo no duodeno. Esta enzima é liberada juntamente com a colipase, uma enzima que impede a inibição que os sais biliares causam na lipase pancreática, através do deslocamento dessa e da re-interação da lipase na interfase lipídio água.